# Marotolana (Bealanana)
Pour les articles homonymes, voir Marotolana.
Marotolana est une commune urbaine malgache située dans la partie nord-est de la région de Sofia.